# Kinetóza
Kinetóza nebo také nemoc z pohybu je fyzický stav jedince, kdy vjem pohybu vestibulárním systémem nesouhlasí s vizuálními vjemy. Jejím příznakem může být závrať, vyčerpání či zvedání žaludku; dle příčin vedoucích ke kinetóze se zpravidla mluví o:
- mořské nemoci,
- nevolnosti v autě/autobuse, nebo vlaku
- nevolnosti v letadle,
- vesmírné nemoci (syndromu adaptace na stav beztíže SAS),
- nevolnosti v simulátoru.

Může být také způsobena nadměrným používáním VR.